# 馬自達Chantez
馬自達Chantez（日语：マツダ・シャンテ）是1972年至1976年間由日本馬自達汽車公司（當時仍稱東洋工業）製造銷售的輕型雙門轎車。關於車名「Chantez」的由來，為法文「歌唱」之意。

## 概要與歷史
繼1970年第一代Carol停產之後，馬自達Chantez以其後繼車的姿態於1972年7月問世。這部車跟第一代Carol在車身外觀上的差異是只有兩個車門，不過軸距長達2,200mm，當時在同級輕型車裡最大，所以舒適性表現也最佳。同時，因採用FR驅動方式，加上後排座椅可往前平躺，創造出此級距裡最大的車室空間。
當初未上市時，馬自達曾計畫在此車款搭載3A型單轉子引擎，但是受到其他同業阻撓，後來發表時卻改成與Porter Cab一樣的359c.c.水冷式二衝程二缸AA型引擎，搭配單化油器，可輸出最大馬力35ps / 6,500rpm、最大扭力4.0kgm / 5,500rpm的功率。此外，收音機和空調系統都是額外加價選購的。
1976年4月停止生產，自此之後馬自達短暫退出輕型車市場，直到1980年代末期才又切入。

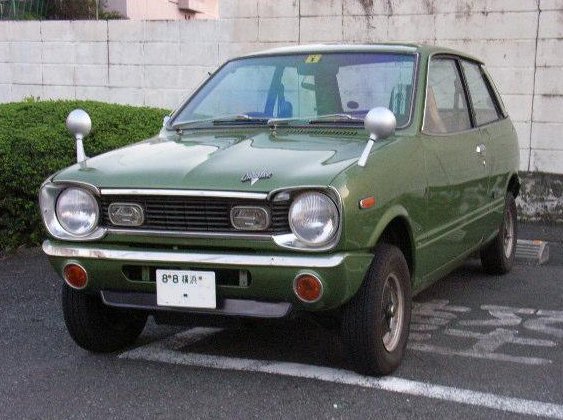
車頭
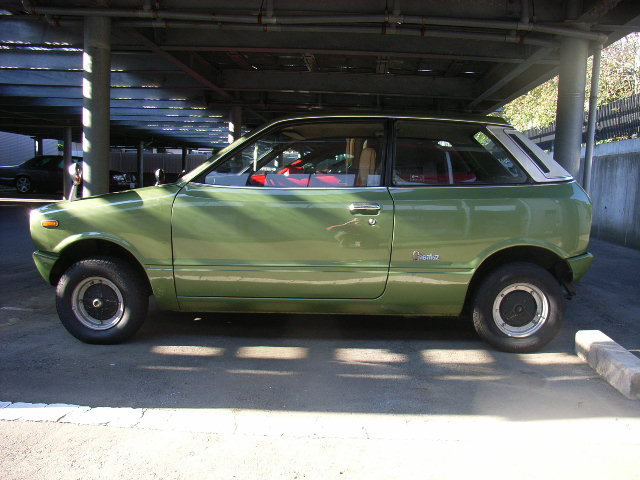
車側
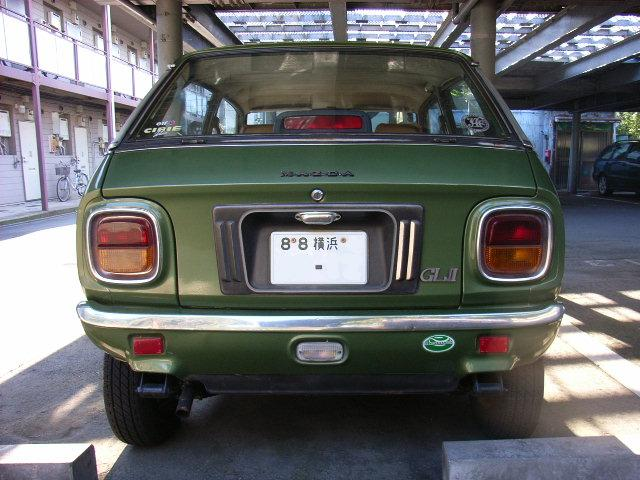
車尾
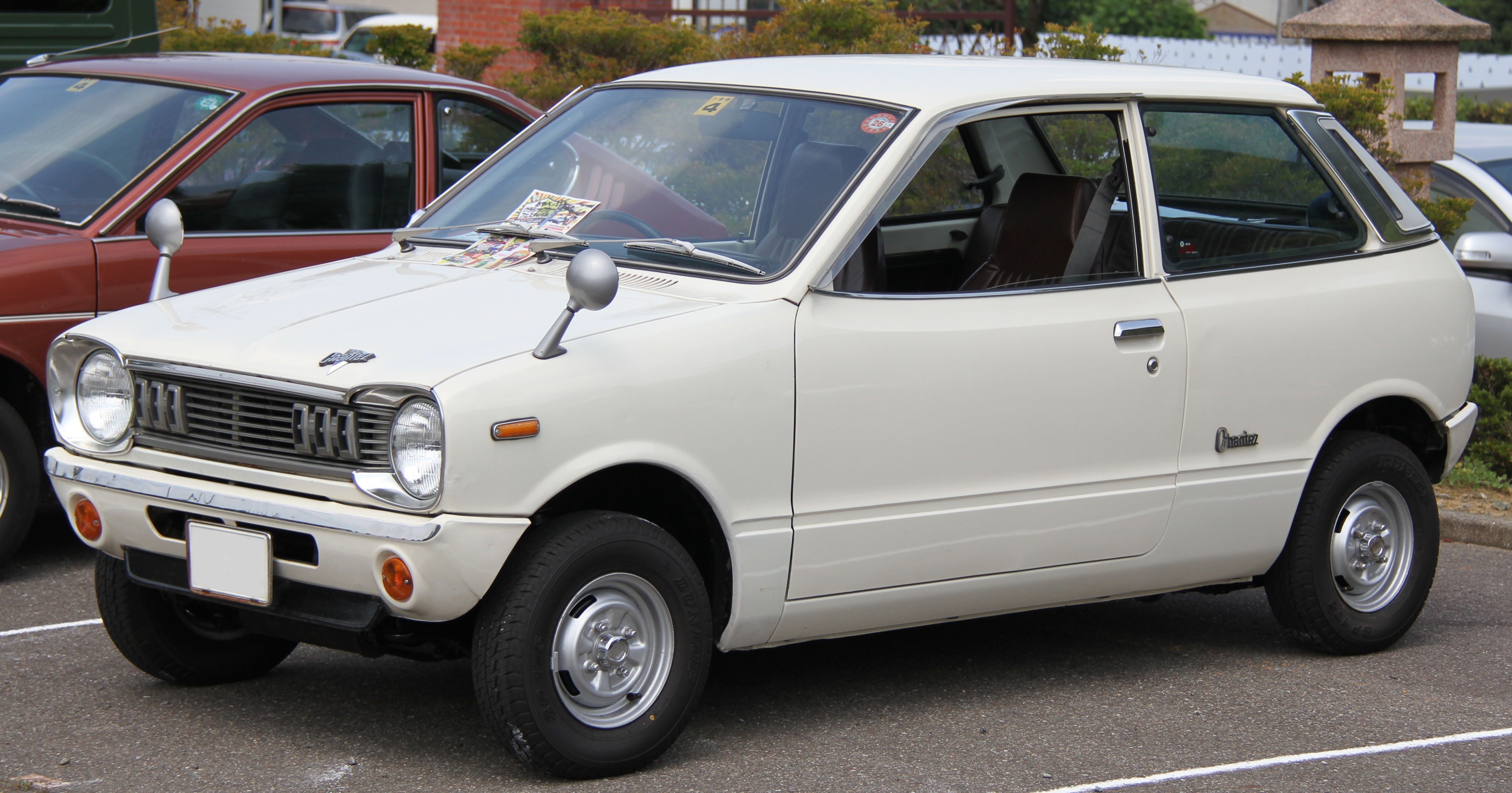
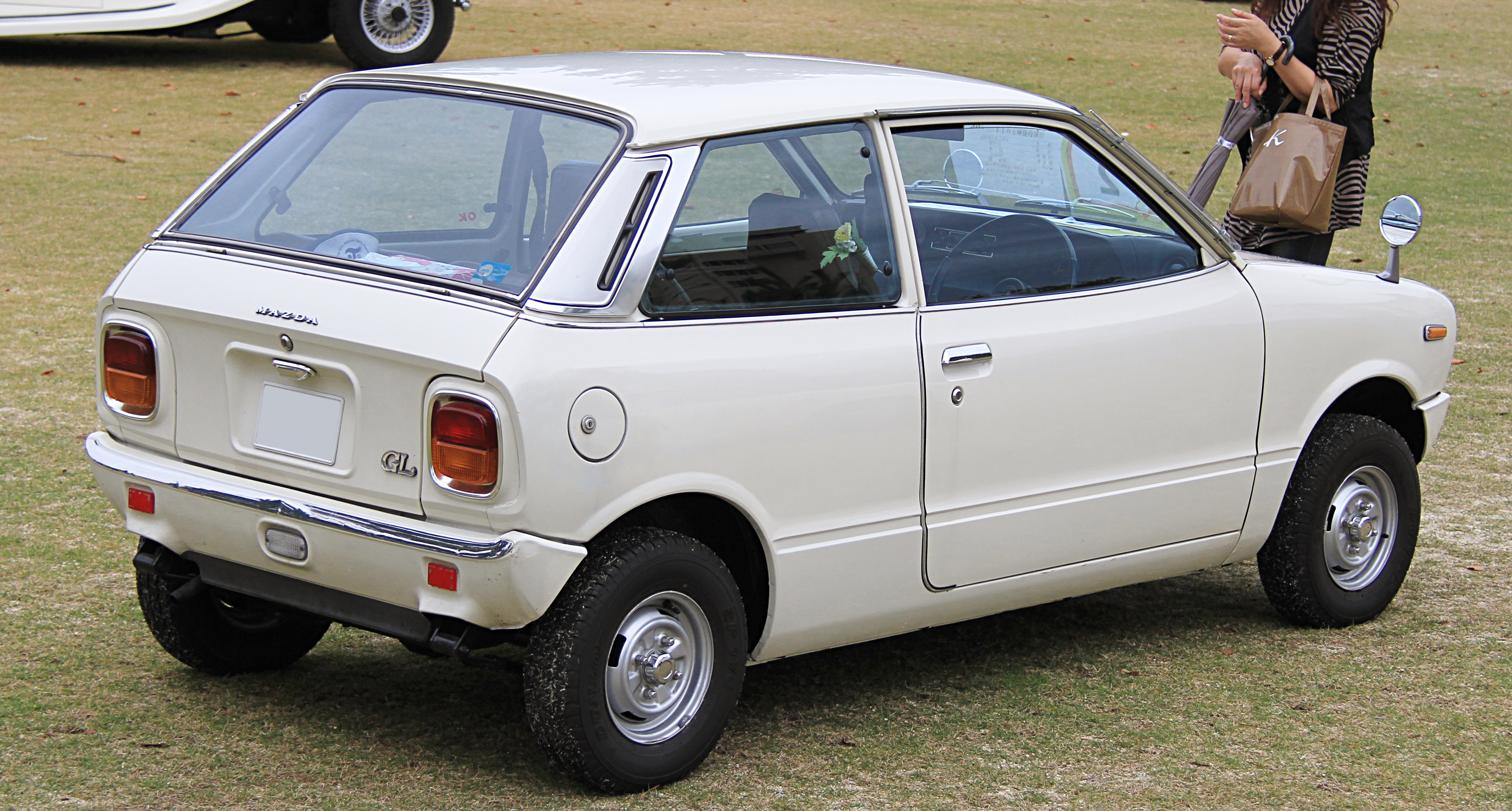
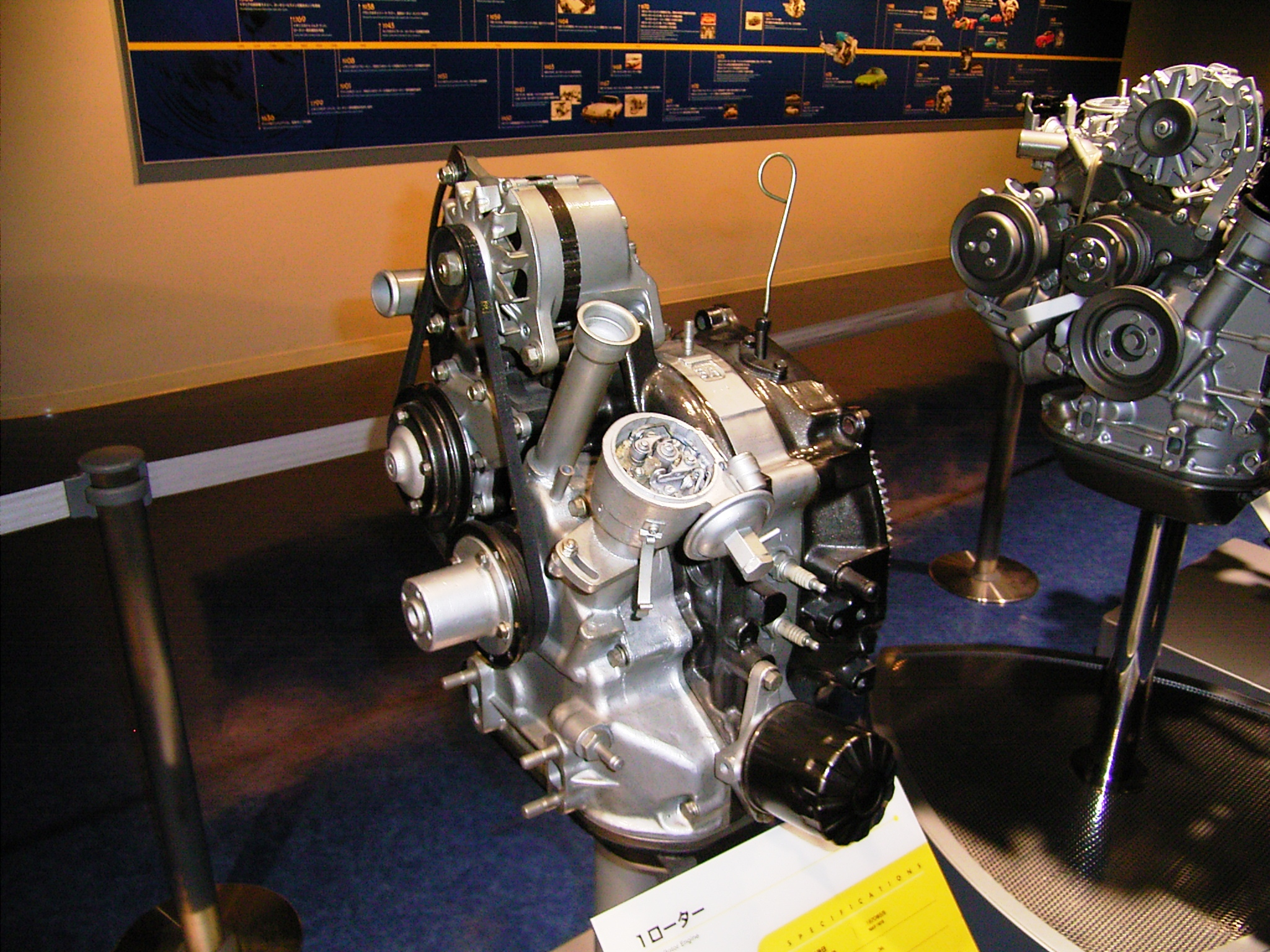
3A型轉子引擎
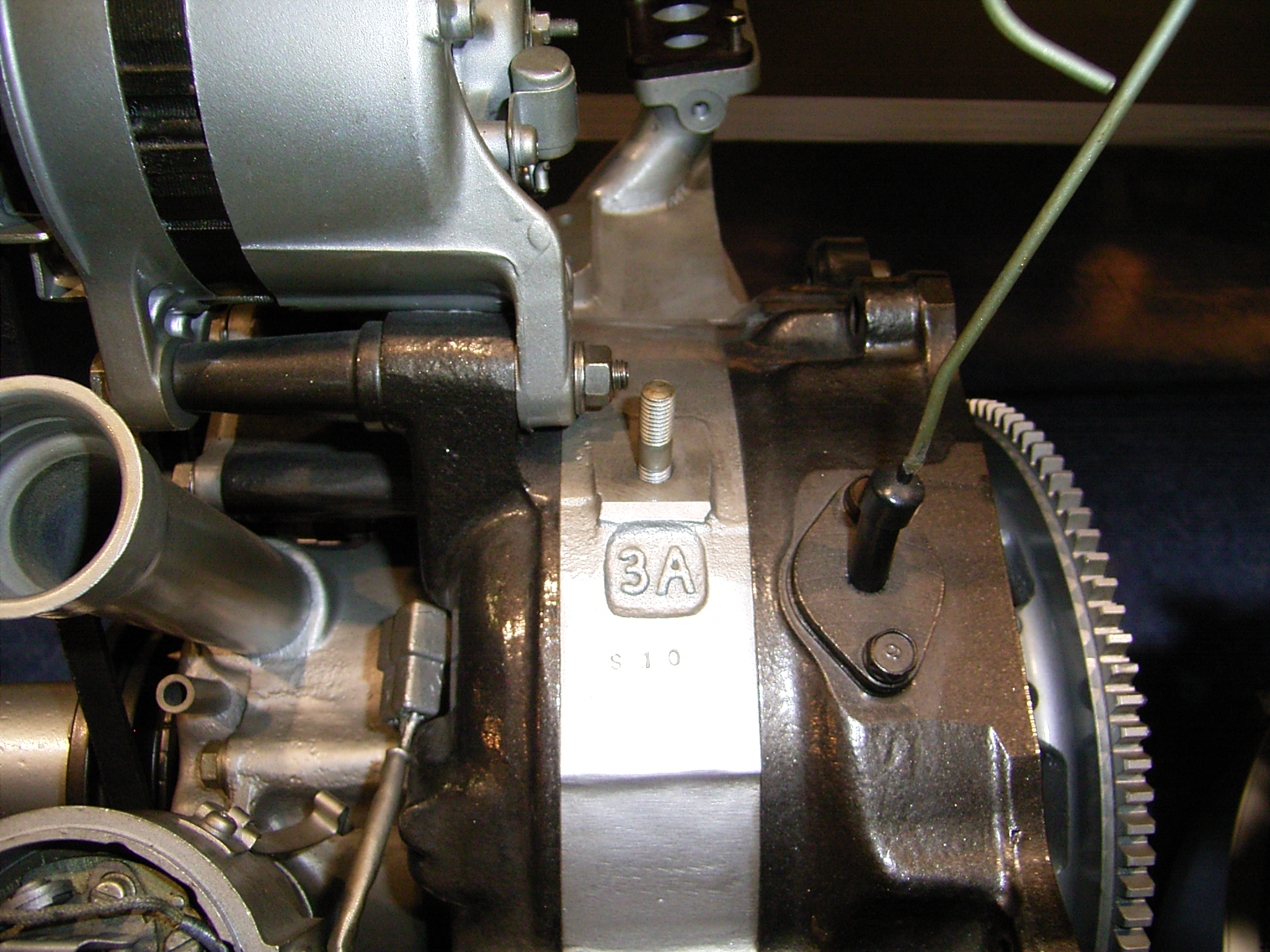
3A型轉子引擎近照

## 外部連結
- 日本名車系列（27）-MAZDA Chantez （页面存档备份，存于）
- （日語）Gazoo.com名車列傳：1972年 マツダ シャンテ